# Chuyến bay 204 của TANS Peru
Chuyến bay 204 của Tans Perú là một chuyến bay thường lệ vận chuyển hành khách nội địa tuyến Lima-Pucallpa-Iquitos bằng tàu bay Boeing 737-200 Advanced, đã bị rơi vào 23 tháng 8 năm 2005 khi đang trong quá trình tiếp cận để hạ cánh tại sân bay Pucallpa, 4 dặm (6,4 km) từ sân bay, sau một nỗ lực hạ cánh khẩn cấp vì thời tiết xấu, làm chết 40 trong số 98 hành khách và phi hành đoàn trên tàu.

## Tàu bay
Chiếc máy bay bị nạn là chiếc máy bay Boeing 737-244 Advanced mang số hiệu OB-1809 đã được chế tạo năm 1981, đã được Tans Perú thuê từ hãng bảo hiểm Safair của Nam Phi hai tháng trước khi xảy ra tai nạn. Với số hiệu 22580 của nhà sản xuất và được cung cấp động cơ Pratt & Whitney JT8D-17A, khung máy bay đã có chuyến bay đầu tiên vào ngày 4 tháng 8 năm 1981 và ban đầu được chuyển sang cho hãng South African Airways. Vào thời điểm xảy ra tai nạn, chiếc máy bay đã tích lũy 49.865 giờ bay và 45.262 chu kỳ và đã 24 năm tuổi.

## Mô tả sự cố
Trước khi diễn ra sự kiện xảy ra, một front lạnh phát triển bất thường ở gần Pucallpa, vài phút trước khi đám mây lên tới 45.000 feet (14.000 m). Thay vì chuyển hướng đến sân bay khác, phi hành đoàn bắt đầu tiếp cận sân bay Pucallpa với mưa lớn, mưa đá và gió mạnh. Khoảng mười phút trước giờ dự kiến cất cánh máy bay bắt đầu lung lay. Nhận thấy rằng sân bay không thể đạt được an toàn trong điều kiện thời tiết ngày càng xấu đi, phi công đã cố gắng hạ cánh khẩn cấp. Chiếc máy bay đang bay qua một trận bão lớn cho 32 giây cuối cùng của chuyến bay xấu số của nó khi nó được dường như bị kéo xuống bởi một cắt gió, nhấn ngọn cây, địa hình ảnh hưởng trong một đầm lầy nằm 3,8 hải lý (7,0 km; 4,4 mi) về phía trước ngưỡng đường băng, chia tay vì nó sụp đổ xuống và bốc cháy, để lại một con đường của các mảnh vụn và rực nhiên liệu rộng 100 feet (30 m) và rộng 0,8 hải lý dài (1,5 km; 0,92 dặm). Đống đổ nát của chiếc máy bay đã bị chìm trong lửa.
Có 91 hành khách và bảy thành viên phi hành đoàn trên tàu; 35 hành khách và 5 phi hành đoàn thiệt mạng trong tai nạn. Những người không phải người Peru có máy bay bao gồm 11 người Mỹ, một người Úc, một người Colombia và một người Tây Ban Nha; Người Ý cũng ở trên tàu, nhưng con số thực tế cho họ phụ thuộc vào nguồn. Hầu hết các trường hợp tử vong được ghi lại cho hành khách đi trước mặt máy bay. Năm mươi tám người sống sót sau tai nạn, nhiều người trong số họ bị thương nặng, chủ yếu là bỏng và gãy chân tay.

## Điều tra
Việc điều tra địa điểm tai nạn đã bị xáo trộn bởi những kẻ cướp bóc, người đã xuống đường khi vụ tai nạn và đánh cắp các yếu tố khác để bán phế liệu. Khoản thưởng 500 đô la Mỹ (tương đương với $ 613.14 vào năm 2016) đã thành công trong việc đảm bảo trả lại hộp đen Sau 312 ngày điều tra, không có báo cáo về bất kỳ sự cố kỹ thuật nào. Nguyên nhân chính thức của vụ tai nạn đã được xác định là lỗi của phi công vì không theo các thủ tục tiêu chuẩn trong điều kiện thời tiết bất lợi. Phi công điều khiển máy bay, nhưng phi công phi không theo dõi ngay các thiết bị; Kết quả là phi hành đoàn đã không nhận thấy sự xuống dốc nhanh chóng trong vài giây quan trọng mà họ đã có nơi họ có thể đã nhận ra nguy hiểm. Theo Mạng lưới an toàn hàng không, vụ tai nạn nằm trong số những vụ tai nạn chết nhiều người nhất xảy ra vào năm 2005. Đây cũng là vụ tai nạn lớn thứ hai liên quan đến máy bay TANS Perú trong vòng gần hai năm.

## Trong truyền thông
Chuyến bay 204 đã là chủ đề của một câu chuyện "Reader's Digest" và một phim tài liệu MSNBC. Loạt phim truyền hình Canada, Mayday, cũng đã sản xuất một tập về tai nạn có tựa ″Lack of Vision″.